# Army Men: Operation Green
Army Men: Operation Green là trò chơi điện tử thuộc thể loại bắn súng góc nhìn từ trên xuống của loạt game Army Men do hãng Pocket Studios phát triển và The 3DO Company phát hành độc quyền trên hệ máy Game Boy Advance. Game được phát hành ở Bắc Mỹ vào ngày 2 tháng 12 năm 2001 và ở châu Âu vào ngày 15 tháng 3 năm 2002. Đây là phiên bản thứ hai trong loạt game dành cho Game Boy Advance, sau bản phát hành năm 2001 là Army Men Advance.

## Lối chơi
Người chơi hóa thân thành một người lính nhựa quân Green một mình giao chiến với quân Tan ngay trên lãnh thổ của họ. Game giao cho người chơi nhiệm vụ hoàn thành các mục tiêu. Có bốn loại nhiệm vụ khác nhau mà người chơi phải làm trong game: tìm kiếm và cứu nạn, truy lùng và tiêu diệt, chuyển giao và hộ tống. Nhiệm vụ tìm kiếm và cứu nạn giao cho người chơi đi tìm một vật phẩm hoặc người trên bản đồ rồi sau đó đưa họ trở về căn cứ của mình. Truy lùng và tiêu diệt liên quan đến việc phá hủy một mục tiêu cụ thể để kết thúc màn chơi này. Cả nhiệm vụ chuyển giao và hộ tống đều yêu cầu người chơi bảo vệ vật thể, phương tiện hoặc người và đưa họ đến một khu vực cụ thể trên bản đồ theo cách an toàn nhất.
Army Men: Operation Green có 15 màn chơi được thiết lập trong 5 môi trường khí hậu khác nhau. Mặc dù trò chơi này có góc nhìn từ trên xuống, người chơi điều khiển nhân vật lính nhựa phe Green của họ giống như trong game bắn súng góc nhìn thứ nhất. Người chơi phải chiến đấu với đám quân địch bằng nhiều loại vũ khí khác nhau để hoàn thành mục tiêu của mình rồi mới chuyển sang màn chơi tiếp theo. Những loại vũ khí trong game bao gồm một khẩu súng lục tiêu chuẩn, bazooka, lựu đạn, súng phun lửa, dao và máy dò mìn; game cho phép người chơi luân phiên giữa các loại vũ khí mà họ đã nhặt được bằng cách nhấn nút "Chọn". Craig Harris của IGN đã lưu ý rằng lối chơi có sự tương đồng với những phiên bản Game Boy Color của Army Men. Để lưu lại tiến trình chơi qua 15 màn trong game, trò chơi này sử dụng hệ thống mật khẩu thay vì hệ thống save game thông thường.

## Phát triển
3DO bắt đầu phát triển Operation Green vào tháng 4 năm 2001. Tom Bramwell của Eurogamer đã viết rằng bản xem trước ban đầu của Operation Green có nhiều điểm chung với Commandos 2 hơn các tựa game khác trong dòng Army Men. 3DO đã trình chiếu những ảnh chụp màn hình đầu tiên của Army Men: Operation Green và ban đầu dự định phát hành tựa game này vào ngày 10 tháng 10 năm 2001. Trò chơi được lên lịch phát hành "ngay trước Giáng Sinh" tại Mỹ theo Craig Harris của IGN. Giám đốc điều hành của Pocket Studios là Steve Illes dự đoán rằng tựa game này sẽ thành công. Trò chơi được phát hành tại Bắc Mỹ vào ngày 3 tháng 12 năm 2001.

## Đón nhận
Army Men: Operation Green nhận được đánh giá "trái chiều hoặc trung bình" theo trang web tổng hợp kết quả đánh giá Metacritic. Mặc dù hầu hết giới phê bình đều cảm thấy tựa game này có sự cải tiến so với những phiên bản khác trong dòng Army Men, nhưng những lời chỉ trích lại tập trung vào thiết kế nhiệm vụ thiếu sức sống, điều khiển chậm chạp và hệ thống lưu mật khẩu. Craig Harris của IGN gọi trò chơi này là "tương đối vui" mặc dù dòng game này nổi tiếng là tầm thường, một quan điểm cũng được nhiều nhà phê bình khác chia sẻ. Tuy nhiên, CVG cảm thấy rằng trò chơi này bị hạ thấp do cách điều khiển chậm chạp và nhịp độ chậm.
Giới phê bình có nhiều ý kiến trái chiều về độ khó của trò chơi. Patricia Wiley của GameZone không thể vượt qua nổi màn chơi thứ hai trong game, cảm thấy rằng Army Men: Operation Green "quá khó", trong khi Craig Harris của IGN gọi tựa game này là "trò đùa kéo dài vài giờ" có thể hoàn thành quá nhanh và cảm thấy rằng nửa sau quá dễ. Harris lưu ý rằng những màn chơi này cần "thiết kế tốt hơn" và chúng không đồng đều về nhịp độ.
Hệ thống lưu mật khẩu đã bị giới phê bình bác bỏ và chỉ trích. Patricia Wiley của GameZone gọi hệ thống lưu mật khẩu là "một tính năng đáng tiếc". Craig Harris của IGN cảm thấy rằng hệ thống mật khẩu làm trầm trọng thêm một số vấn đề ở những màn chơi lớn hơn; hệ thống này không hoạt động ở giữa những màn chơi này.